# White Wishes
「White Wishes」(화이트 위시스) 9nine의 12번째 싱글이다. 2012년 12월 12일에 SME Records로부터 발매되었다.

## 개요
2012년 4번째・2개월 연속 싱글. 타이틀곡의 타이업은 「Cross Over」로부터 8번 연속. 「少女トラベラー」이후 애니메이션 타이업으로, 테레비도쿄계열 애니메이션 『이웃집 괴물군』 엔딩테마. 「통상판」외에, DVD에 「White Wishes」의 뮤직비디오등이 수록된 『초회생산한정판A』、2012년5월6일에 일본청년관에서 실시된 원맨라이브 『청년관의9nine』의 영상이 수록된 『초회생산한정판B』, 『초회생산한정판C』, 애니메이션과 타이업을 내세운 『기간생산한정판』, 위 5가지 형태로 발매되었다.。차트성적은 전과 마찬가지로 주간차트 TOP10은 놓쳤지만 초동매상은 1.2만장으로 최고기록을 새웠다.

## 수록곡
1. White Wishes [5:20]
작사：小林夏海, 작곡：浅利進吾, 편곡：ha-j
2. Romantic Moon [4:35]
작사：Nozomi Maezawa, 작곡：Kazao Fuzisawa, 편곡：Hiroaki Yokoyama
3. チクタク☆2NITE (tofubeats remix)
4. White Wishes (Instrumental)
5. Romantic Moon (Instrumental)

## 첫회 특전
- DVD
  1. 초회생산한정판A
    1. 「White Wishes」Music Video
    2. 「White Wishes」Music Video Making
    3. 「White Wishes」Dance Shot ver.

  2. 초회생산한정판B
    - 『9nine원맨라이브“청년관의9nine”＠일본청년관대홀／2012.5.6』라이브영상
      1. Cross Over
      2. #girls
      3. 流星のくちづけ

  3. 초회생산한정판C
    - 『9nine원맨라이브“청년관의9nine”＠일본청년관대홀／2012.5.6』라이브영상
      1. Fly
      2. オレンジdays
      3. Wonderful World

## 타이업
| 곡명         | 타이업                                              |
| ------------ | --------------------------------------------------- |
| White Wishes | 테레비도쿄계열 애니메이션 『이웃집 괴물군』엔딩테마 |

## 참조
1. ↑  NEWS｜9nine OFFICIAL FAN CLUB (2012년 9월 24일). “2ヶ月連続リリース ! 12/12(水)ニューシングル 『White Wishes』リリース決定 !”. 2014년 5월 18일에 원본 문서에서 보존된 문서. 2012年9月24日에 확인함.